# Joyaux de la Couronne prussienne
Pour les articles homonymes, voir Joyaux de la couronne.

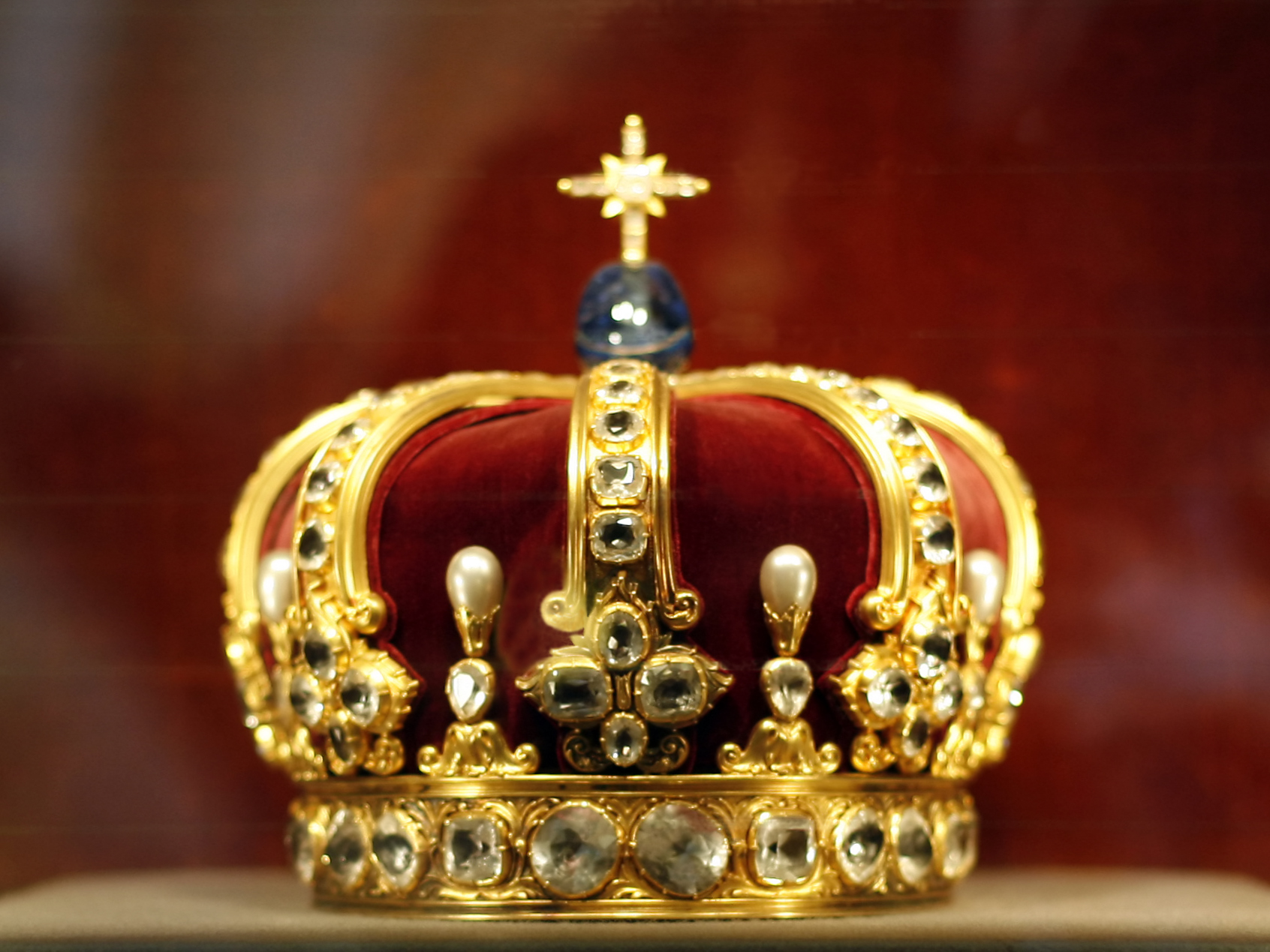
Couronne royale de l'empereur Guillaume II

Les joyaux de la Couronne prussienne sont un ensemble d'attributs de la puissance royale, utilisé d'abord dans le royaume de Prusse puis dans  l'Empire allemand. Contrairement à ceux des autres monarchies, souvent richement décorés et chargés d'ornements, les insignes des Hohenzollern ont souvent été considérées comme très sobres.

## Description

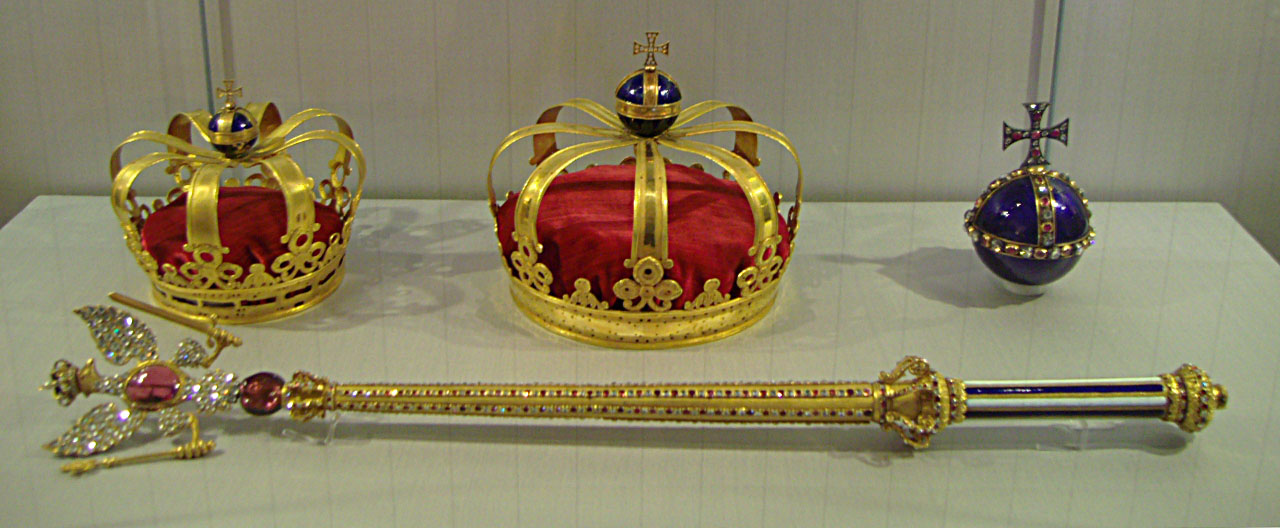
Ensemble des joyaux de la couronne de Prusse

Les joyaux de la Couronne comprennent notamment :
- La couronne royale de Frédéric Ier de 1701. Comme les autres insignes, elle a été utilisée lors du couronnement de l'électeur de Brandebourg et duc de Prusse en tant que roi en Prusse. La couronne ne comporte aujourd'hui presque plus de bijoux, car ils n'y étaient accrochés que lors d'événements spéciaux (pour pouvoir les utiliser lors d'autres occasions). Une partie de ces joyaux se retrouvera plus tard sur la couronne de Guillaume II. En 1712, Johann von Besser donne une description de la couronne

« Die Krone war gleich dem Zepter von purem Golde / aber nicht / wie gewöhnlich / mit Laub=Wercke; sondern von lauter dicht aneinander gefügten Diamanten: Die auf den geschlossenen Bügeln und dem gantzen Umbkreise / wie aus einem Stück zusammen gegossen / und nicht anders / dann durch den Unterscheid ihrer Größe getheilet zu seyn schienen; da einige zu achtzig / neuntzig und hundert Grain / ja einige Brillanten gar zu hundert und dreyßig / an Gewicht hielten / und folgends auch mit unterschiedenem Feuer in das Gesichte fielen. »
« La couronne était semblable au sceptre en or massif, et non, comme d'habitude, de feuillage ; tous les diamants attachés les uns aux autres sur toute la circonférence de l'armature, comme s'ils étaient moulés d'une seule pièce, se différenciaient par la taille : quelques-uns étaient de 80, 90 ou 100 grains, mais certains diamants en faisaient 130 pris en poids, et tombaient ensuite sur la face avec différents éclats. »
- La couronne de Guillaume II, aussi nommée Couronne Hohenzollern, a été fabriquée en 1889 pour le couronnement de Guillaume en tant que roi de Prusse (qui n'arrivera finalement jamais). Elle ne tient pas lieu de couronne impériale. Cette dernière couronne royale prussienne comprend, entre autres, un gros saphir, une croix en or décorée de diamants, 142 diamants, 18 gros brillants et 8 grosses perles, tout cela reposant sur 8 arches.
- Le sceptre de Frédéric Ier de 1701. Cet objet a été fabriqué à partir d'un sceptre en or massif préexistant, rehaussé d'un aigle prussien et d'autres pièces.
- L'orbe de Frédéric Ier
- Le sceau de Frédéric Ier
- L'épée d'État de Frédéric Ier
- La couronne de la reine Sophie Charlotte, une pièce créée aussi pour le couronnement de 1701.
- Le chapeau de l'électeur de Brandebourg, ainsi qu'une autre coiffe de prince-électeur avec quatre branches perlées.
- Le sceptre de l'électorat de Brandebourg
- Les cadres métalliques des couronnes de Guillaume Ier et de la reine Augusta

## Histoire
Après l'abdication de Guillaume II, la plupart des joyaux sont restés la propriété de la famille de Hohenzollern et sont exposés au musée Hohenzollern au château de Monbijou, à la suite d'une dispute sur leur propriété en 1927 avec l'État libre de Prusse. Pendant la Seconde Guerre mondiale, ils ont été déplacés vers Königsberg, puis stockés dans la mine de Bernterode avec d'autres biens culturels. De là, l'armée américaine les déplaça en Hesse (dans la future zone d'occupation américaine) jusqu'à la fin de la guerre. Ils sont finalement restitués à la famille Hohenzollern. La couronne de Guillaume II avait été emmurée dans la crypte d'une église d'un village westphalien proche de Minden sur directive de Kurt von Plettenberg, chef d'une organisation royaliste. Les joyaux récupérés par les britanniques ont aussi été restitués aux Hohenzollern.
Aujourd'hui, les pièces sont prêtées au château de Charlottenburg par les Hohenzollern, à l'exception de la couronne de Guillaume II qui se trouve dans leur château d'origine. Les armatures des anciennes couronnes de 1861, ainsi que d'autres modèles de couronnes, sont manquantes par rapport au trésor d'avant-guerre.

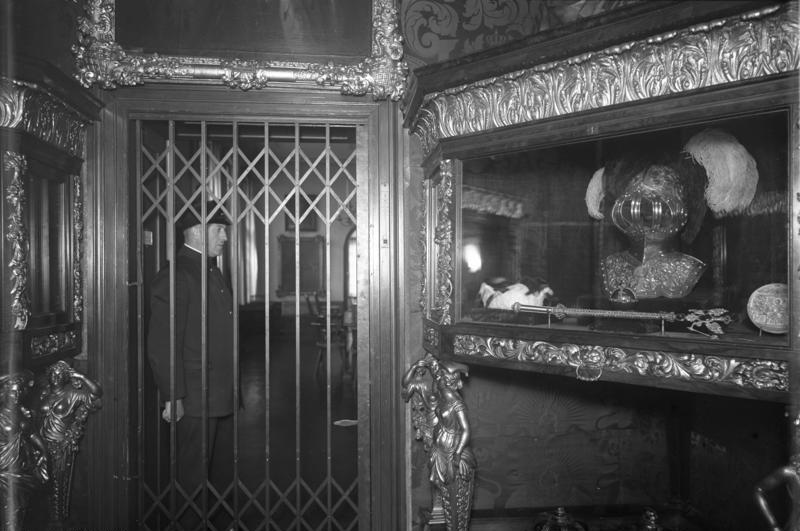
Coffre-fort au musée Hohenzollern (1932)
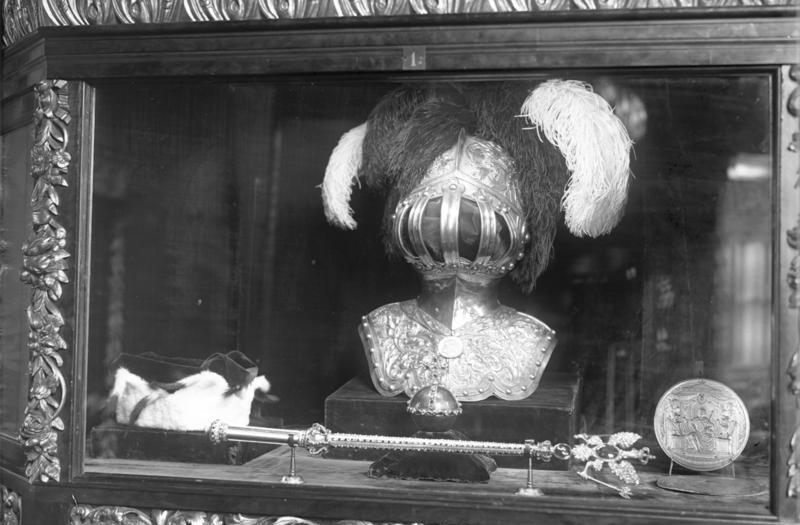
Sceptre, orbe, sceau, chapeau électoral et casque mortuaire (1932)
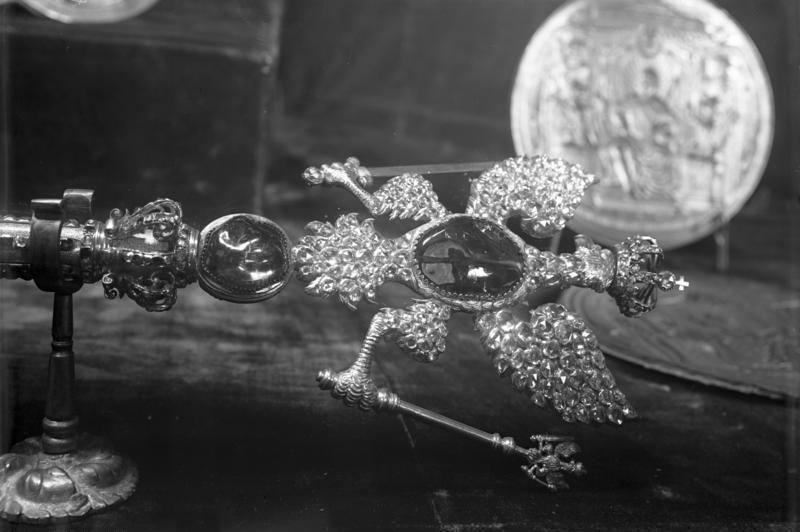
Tête de sceptre (1932)
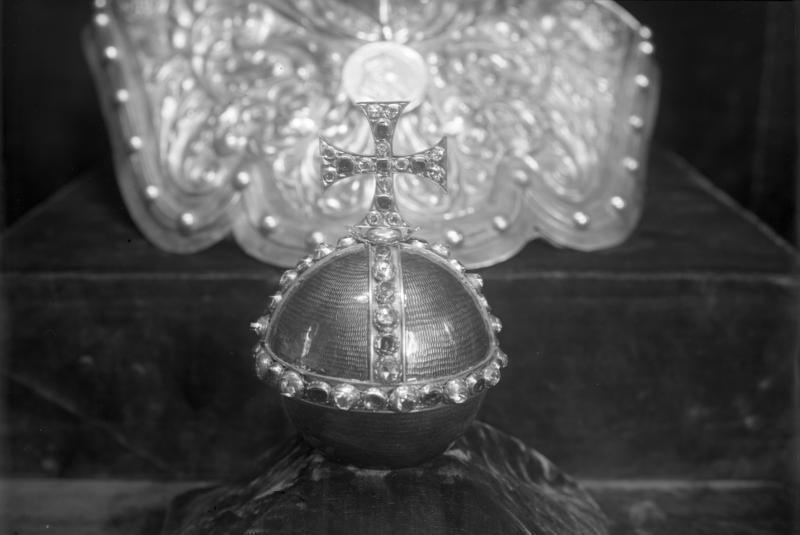
Orbe (1932)